# 萧韶
蕭韶，字德茂，南梁长沙宣武王萧懿之孙，临汝灵侯萧渊猷之子。
蕭韶初以宗室身份封上甲县都乡侯。太清初，为舍人。太清二年（548年），侯景攻陷建康，围困梁武帝于台城，蕭韶奉诏奔往湘东王萧绎的驻地江陵。到达江陵后，蕭韶受萧绎的委托将建康城发生的事写成《太清纪》一书，但多非实录，因而受到萧绎的赞许。长沙蕃王萧慎死于侯景之乱，萧绎遂让蕭韶袭封长沙蕃王，以继承长沙宣武王萧懿，并授郢州刺史。
蕭韶童年时，受到庾信的喜爱，双方有断袖之欢，当时萧韶的衣服食物所需钱财都是庾信给的。蕭韶为郢州刺史时，庾信前往江陵时途经江夏，但蕭韶却没有厚重接待庾信。庾信酒醉之后，直接踏上蕭韶的床，践蹋肴馔，直视蕭韶的面部，对他说：“官今日形容大异近日。”当时宾客满坐，蕭韶觉得非常羞耻惭愧。
承圣四年（555年），西魏破江陵，杀梁元帝萧绎，立萧詧为梁王。当时王琳屯兵長沙，傳檄諸方，准备讨伐西魏，蕭韶及长江上游諸將共推王琳主盟。蕭韶任征南將軍。
此后，蕭韶的事迹不详。